# Ngõa Khắc Đạt
Ngõa Khắc Đạt (chữ Hán: 瓦克達, 17 tháng 6 năm 1606 - 9 tháng 9 năm 1652), Ái Tân Giác La, là một Quận vương, nhà quân sự thời kỳ đầu nhà Thanh trong lịch sử Trung Quốc.

## Cuộc đời
Ngõa Khắc Đạt sinh vào giờ Dậu, ngày 13 tháng 5 (âm lịch) năm Minh Vạn Lịch thứ 34 (1606). Ông là cháu nội của Thanh Thái Tổ Nỗ Nhĩ Cáp Xích, con trai thứ tư của Lễ Liệt Thân vương Đại Thiện. Mẹ ông là Kế Phúc tấn Na Lạp thị, con gái của Diệp Hách Bối lặc Bố Trại. Ông có hai người anh em cùng mẹ là Tát Cáp Lân và Ba Lạt Mã.

### Thời Hoàng Thái Cực
Năm Thiên Thông nguyên niên (1627), tháng 5, quân Thanh tấn công Ninh Viễn, đánh Tổng binh nhà Minh là Mãn Quế, Ngõa Khắc Đạt bị thương trong trận chiến này. Năm Sùng Đức nguyên niên (1640), tháng 7, ông theo Duệ Thân vương Đa Nhĩ Cổn bao vây Cẩm Châu. Quân Minh xuất thành đốn củi bị ông suất lĩnh hơn mười kỵ binh đánh bại.
Năm thứ 6 (1641), tháng 8, Hồng Thừa Trù suất lĩnh 13 vạn quân cứu viện Cẩm Châu, đến Tùng Sơn thì bị đại quân nhà Thanh tấn công. Kỵ binh địch muốn đoạt Hồng y Đại pháo của quân Thanh, bị Ngõa Khắc Đạt và Phụ quốc công Mãn Đạt Hải đánh lui. Nhân ngày mưa, quân Minh tái chiến, tiếp tục bị quân Ngõa Khắc Đạt đánh bại. Sau đó, ông tiếp tục tấn công quân của Hồng Thừa Trù. Giáp lạt Chương kinh Cáp Ninh A (哈宁阿) ngã ngựa trọng thương, Ngõa Khắc Đạt suất quân tiến vào trận địa của địch, cứu Cáp Ninh A về doanh trại quân Thanh.
Năm thứ 8 (1643), anh trai ông là Nhạc Thác vì mưu lập Đa Nhĩ Cổn làm Hoàng đế mà bị ban chết, ông cũng bị liên lụy mà truất đi tư cách Tông thất.

### Thời Thuận Trị
Năm Thuận Trị nguyên niên (1644), ông theo Đa Nhĩ Cổn suất quân nhập Sơn Hải quan, đuổi theo quân của Lý Tự Thành đến Khánh Đô. Sau đó theo A Tế Cách đuổi theo đến Tuy Đức. Năm thứ 2 (1645), Lý Tự Thành trốn đến Hồ Quảng, Ngõa Khắc Đạt lần theo dấu vết đến đến An Lục. Lý Tự Thành lên thuyền bỏ trốn, Ngõa Khắc Đạt và Ngao Bái lội nước lên bờ, bắn tên giết chết phản tặc, đoạt được chiến thuyền. Năm thứ 3 (1646), nhờ quân công mà ông được khôi phục thân phận Tông thất, được phong làm Tam đẳng Trấn quốc Tướng quân. Theo chân Đa Đạc tiêu diệt Đẳng Cơ Tư và Đẳng Cơ Đặc của Tô Ni Đặc bộ, truy đuổi đến Đồ Lạp hà (图拉河, sông Tura), chém đầu ba người cháu nội của Đẳng Cơ Tư, hai người con trai của Đẳng Cơ Đặc cùng 11 Thai cát của Khách Nhĩ Khách, đoạt được nhiều quân nhu lương thực. Đại quân đến Bố Nhĩ Cáp Đồ sơn (布尔哈图山), hợp quân với Bác Hòa Thác, tiến quân chém hơn 1000 người, bắt giữ hơn 800 người và bắt vô số lạc đà, ngựa, gia súc và cừu. Sau đó lại tiếp tục đánh bại quân đội của Khách Nhĩ Khách Thổ Tạ Đồ hãn. Năm thứ 4 (1647), ông được tiến phong làm Trấn quốc công.
Năm thứ 5 (1648), tháng 11, ông được ban thưởng 6 ngàn lượng bạc, tiến phong Đa La Quận vương. Tháng 12, Khách Nhĩ Khách xâm phạm biên giới, Ngõa Khắc Đạt cùng Anh Thân vương A Tế Cách đem quân đi phòng ngự Đại Đồng. Sau đó, ông theo A Tế Cách thảo phạt phản tướng Khương Tương, vây Hồn Nguyên. Năm thứ 6 (1649), tháng 3, Duệ Thân vương Đa Nhĩ Cổn đích thân thống lĩnh đại quân đến Hồn Nguyên, ông được cho phép trở về kinh sư. Tháng 7, ông cùng Mãn Đạt Hải vây công Sóc Châu. Tháng 8, ông dùng pháo hủy thành, các tướng lĩnh nhà Minh là Tôn Thừa Càn, Cao Khuê đều bỏ trốn. Ông cùng Phụ quốc công Tát Bật  đưa quân tiếp tục đưa quân tấn công Ninh Vũ, các tướng thủ thành là Lưu Vĩ, Triệu Mộng Long liền phóng hỏa, đốt thành bỏ chạy, ông đem quân đuổi theo. Lúc này, Tổng binh nhà Minh là Dương Chấn Uy bí mật liên hệ với A Tế Cách, lấy việc trảm đầu Khương Tương để đầu hàng. Lưu Vĩ, Triệu Mộng Long biết tin liền suất lĩnh hơn 50 tướng và 5400 quân lính đầu hàng Ngõa Khắc Đạt. Tháng 10, triều đình triệu hồi Mãn Đạt Hải về kinh, Ngõa Khắc Đạt được phong làm Chinh Tây Đại tướng quân, đem quân đi diệc trừ phản tặc còn sót lại ở Sơn Tây.
Năm thứ 7 (1650), tháng 2, ông báo lên triều đình việc đã bình định được Lộ An, Bình Dương, Trạch Châu, các Tổng binh nhà Minh là Thân Hợi, Quách Trung Kiệt, Ngụy Mẫn đều dẫn quân đầu hàng. Đại học sĩ nhà Minh là Lý Kiến Thái ban đầu cũng theo đầu hàng, tuy niên lại trở mặt làm phản, chiếm Thái Bình. Sau hơn 20 ngày bị quân Thanh bao vây, Lý Kiến Thái vì thiếu thốn lương thực mà phải đầu hàng. Thuận Trị Đế lệnh giết chết Lý Kiến Thái cùng anh em và con cháu, tất cả gia sản đều sung vào của công. Đến tháng 3, tất cả 36 châu huyện của Thái Bình đều được bình định. Tháng 4, đại quân khải hoàn trở về. Năm thứ 8 (1651), tháng 2, ông được ban phong hiệu "Khiêm" (谦), trở thành Khiêm Quận vương. Tháng 3, nhậm mệnh quản lý sự vụ Công bộ. Tháng 6, tùy giá đến Nam Uyển, được ban thưởng yên ngựa. Tháng 10, trở thành Nghị chính Vương Đại thần. Năm thứ 9 (1652), tháng 4, phát hiện ghi chép xuất nhập có chênh lệch, lại có sự gian trá, ông bị cách chức ở Công bộ, bãi nhậm Nghị chính. Ngày 7 tháng 8 (âm lịch) cùng năm, Ngõa Khắc Đạt qua đời vào giờ Tí, thọ 47 tuổi. Năm Khang Hi thứ 10 (1671), ông được truy thụy "Tương" (襄), trở thành "Đa La Khiêm Tương Quận vương" (多羅謙襄郡王).

## Sau khi qua đời
Lúc Ngõa Khắc Đạt chinh phạt Sơn Tây, từng đóng quân tại Bình Dương, người dân tại đây cảm động ông có công trị quân an dân đã xây dựng từ đường để thờ cúng, bảng viết "Đa La Khiêm Quận vương miếu". Năm Thuận Trị thứ 10 (1653), Nghị chính Vương Đại thần cho rằng Ngõa Khắc Đạt từng phạm tội bị cách chức, con cháu không được có quyền thừa tước, nhưng Thuận Trị Đế thương xót, cho phép hai con trai của ông là Lưu Ung và Cáp Nhĩ Tát được nhận bổng lộc theo phẩm cấp Phụng quốc Tướng quân.
Năm Khang Hi thứ 6 (1667), tháng 4, Lưu Ung và Cáp Nhĩ Tát dâng sớ tâu rằng Ngõa Nhĩ Khách có nhiều công lao, lại thêm Phụ chính đại thần Ngao Bái và Thượng thư Mã Nhĩ Tái có quan hệ thông gia với Cáp Nhĩ Tát góp lời, Cáp Nhĩ Tát được phong Trấn quốc công, Lưu Ung được phong Trấn quốc Tướng quân. Năm thứ 8 (1669), tháng 7, Lưu Ung tấu rằng phong tước như vậy là không công bằng. Nghị Chính Vương Đại thần nghị luận, cho rằng hai người đều dùng thủ đoạn để được phong tước, liền cách tước của cả hai. Khang Hi Đế không nỡ, chỉ hàng xuống như cũ là phẩm cấp Phụng quốc Tướng quân. Năm thứ 21 (1682), tháng 5, Cáp Nhĩ Tát lại tấu Ngõa Khắc Đạt là nhờ quân công mà phong tước, theo lệ nên được thế tập. Tông Nhân phủ theo đó tấu lên, Cáp Nhĩ Tát được phong Trấn quốc công, con trai là Hải Thanh được phong Phụ quốc công. Tháng 8 năm sau nhậm Tông Nhân phủ Tả Tông nhân. Đến tháng 9 năm 1685 thì điều là Hữu Tông chính.
Năm thứ 25 (1686), tháng 10, Khang Hi Đế dụ trách Cáp Nhĩ Tát luồn cúi không an phận, bãi nhậm Hữu Tông chính, cách tước Trấn quốc công của Cáp Nhĩ Tát và Phụ quốc công của Hải Thanh, tước vị Trấn quốc công do Lưu Ung thừa tập. Năm thứ 37 (1698), tháng 4, chiếu lệnh Tông Nhân phủ và Lĩnh thị vệ Nội đại thần kiểm tra, báo lên những người lười biến trong đội ngũ hành tẩu, Lưu Ung bị cách tước, dừng thừa tập. Năm Càn Long thứ 43 (1778), Càn Long Đế truy niệm Ngõa Khắc Đạt lập được nhiều chiến công, nay lại không có người thừa tập, đặc ân ban thưởng cho con cháu tước vị Trấn quốc Tướng quân, được thế tập võng thế, do tằng tôn của Lưu Ung là Động Phúc bắt đầu thừa tập.

## Gia quyến

### Thê thiếp
- Nguyên phối: Hách Xá Lý thị (赫舍里氏), con gái của Ba Đồ Lễ (巴图礼).
- Kế thất: Tha Tháp Lạp thị (他塔喇氏), con gái của Thượng thư Tháp Mục Bái (塔穆拜).
- Trắc Phúc tấn:
  - Ba Lâm thị (巴林氏), con gái của Đồ Lỗ Khắc Nghi (图鲁克宜).
  - Nạp Lạt thị (纳喇氏), con gái của Tháp Lạt Mã (塔喇玛).
- Thứ Phúc tấn:
  - Hà thị (何氏), con gái của Hà Khởi Long (何起龙).
  - Biện thị (卞氏), con gái của Biện Tiến Thái (卞进泰).
- Dắng thiếp: Nạp Lạt thị (纳喇氏), con gái của Viên Bố (袁布).

### Con trai
1. Ba Khắc Đạt (巴克達; 1627 - 1642), mẹ là Đích Phúc tấn Hách Xá Lý thị. Mất sớm, vô tự.
2. Lưu Ung (留雍; 1647 - 1709), mẹ là Thứ Phúc tấn Hà thị. Năm 1653 phong Tam đẳng Phụng quốc Tướng quân. Năm 1667 tấn Trấn quốc Tướng quân, 2 năm sau hàng Phụng quốc Tướng quân phẩm cấp. Năm 1686 tập Trấn quốc công từ em trai. Năm 1698 bị cách tước. Có bảy con trai.
3. Cát Nhĩ Tái (噶爾塞; 1647 - 1718), mẹ là Thứ Phúc tấn Biện thị. Năm 1653 phong Tam đẳng Phụng quốc Tướng quân. Năm 1667 tấn Trấn quốc công, 2 năm sau hàng Phụng quốc Tướng quân phẩm cấp. Năm 1682 phục phong Trấn quốc công, 3 năm sau bị cách tước. Năm 1698 nhậm Tán trật đại thần. Có bốn con trai.